# Laurbærdue
Laurbærdue (latin: Columba bollii) er en dueart, der lever på de Kanariske Øer.